# Humanoid (album Tokio Hotel)
Humanoid – czwarty album niemieckiego zespołu Tokio Hotel wyprodukowany w 2009 roku. W przeciwieństwie do poprzedników łączy dwie wersje językowe piosenek: niemiecką i angielską. Wyprodukowany w trzech wersjach: standardowej (12 utworów), deluxe (dodatkowe 4 utwory) i super deluxe (z dołączoną flagą).

## O albumie
Tytuł albumu, Humanoid, to słowo pochodzące z kultury science fiction, które oznacza "jak człowiek". Producent David Jost dla MTV wyjaśnił wybór tytuł albumu. "Bill wybrał taką nazwę dlatego, że każdym języku pisany jest tak samo, lecz inaczej się go wymawia.
Pod koniec roku 2008, po trasie w Północnej Ameryce, zespół wrócił do studia w Hamburgu. Producent zespołu David Jost zapowiadał premierę albumu na początek 2009 roku, ale ostatecznie wybrano datę 2 października 2009.
Podczas produkcji zespół stworzył 25 utworów, z czego 13 wybrał na płytę. Po krótkim czasie uznano jednak, że na standardowej wersji albumu znajdzie się 12 utworów, a na wersji deluxe 16.
W dniu 17 czerwca 2009, 2 krótkie wersje nowych angielskich piosenek, "Darkside of the Sun" i "Pain of Love", wyciekły do internetu. Zostało potwierdzone, że są autorstwa Tokio Hotel i pochodzą z nowego albumu. W tym samym dniu, po potwierdzeniu, każdy możliwy film na YouTube zawierające te dwa dema został zdjęty ze względu na ograniczenia praw autorskich. Później, w sierpniu, trzy pełne utwory przeciekły do internetu: "Human Connect to Human", "Pain of Love" i "Darkside of the Sun". Utwory były wówczas również usunięte z YouTube.
10 sierpnia w MTV News ogłoszono, że pierwszym singlem z nowego albumu będzie "Automatisch" w języku niemieckim i "Automatic" w języku angielskim. Teledyski do obu wersji wydano już 3 września.

## Wersja live
14 lipca 2010 zespół wydał koncertową wersję albumu "Humanoid" pod tytułem "Humanoid City Live". Nagranie zarówno w wersji audio, jak i wideo zarejestrowano podczas koncertu 12 kwietnia w Mediolanie.

## Lista utworów

### Humanoid: Wersja Niemiecka
1. "Komm" - 3:53
2. "Sonnensystem" - 3:52
3. "Automatisch" - 3:16
4. "Lass uns laufen" - 4:15
5. "Humanoid" - 3:45
6. "Für immer jetzt" - 3:37
7. "Kampf der Liebe" - 3:51
8. "Hunde" - 3:41
9. "Menschen suchen Menschen" - 3:46
10. "Alien" - 2:55
11. "Geisterfahrer" - 4:29
12. "Zoom" - 3:52

Utwory bonusowe
Humanoid Deluxe i Super Deluxe
1. "Träumer" - 3:02
2. "Hey du" - 3:02
3. "That Day" - 3:27
4. "Screamin'" - 3:56

Dodatki dostępne po pobraniu z iTunes
1. "Attention" (bonus pre-order track)
2. "Down on You" (Deluxe bonus track)

- Track-by-Track interview with Bill and Tom Kaulitz (Deluxe bonus)

Bonusowe DVD
- 3D Galerie: 24h am Set
- Galerie: Hinter den Kulissen
- Karaoke Area ("Automatisch", "Für immer jetzt", "Komm")

Wersja Super Deluxe
Super Deluxe zawiera dodatkowo flagę zespołu.

### Humanoid: Wersja Angielska
1. "Noise" - 3:53
2. "Darkside of the Sun" - 3:52
3. "Automatic" - 3:16
4. "World Behind My Wall" - 4:15
5. "Humanoid" - 3:45
6. "Forever Now" - 3:37
7. "Pain of Love" - 3:51
8. "Dogs Unleashed" - 3:41
9. "Human Connect to Human" - 3:45
10. "Alien" - 2:55
11. "Phantomrider" - 4:30
12. "Zoom into Me" - 3:52

Utwory bonusowe
Humanoid Deluxe i Super Deluxe
1. "Love & Death" - 3:04
2. "Hey You" - 3:02
3. "That Day" - 3:27
4. "Screamin'" - 3:56

Dodatki dostępne po pobraniu z iTunes
1. "Attention" (bonus pre-order track)
2. "Down on You" (Deluxe bonus track)

- Track-by-Track interview with Bill and Tom Kaulitz (Deluxe bonus content)

Bonusowe DVD
- 3D Gallery: 24 hours on Set
- Gallery: Behind the Scenes
- Karaoke Area ("Automatic", "Forever Now", "Noise")